# 星野梨華
星野 梨華（ほしの りか、1995年7月28日‐）は、日本の女優。千葉県出身。MILLENNIUM PRO 所属。身長152cm。特技はクラリネット、ジャズダンス。

## 人物
特技は幼少期から習っているクラリネット、ジャズダンス。大のテレビドラマ好き。

## 出演作品

### 映画
- 絶叫学級（2013年）
- バトル・オブ・ヒロミくん! 〜The High School SAMURAI BOY〜（2013年）
- ブラック・フィルム（2014年）
- ブレイブ -群青戦記-（2021年3月12日公開） - 毛利愛理役
- アクトレス・モンタージュ（2021年）－山吹花梨役
- わたしのバタフライ（2024年）主演 瀬戸若葉役
- ファーストキス 1ST KISS（2025年）ホテル従業員役

### 短編映画
- ひかり（2019年）－主演
- たかせんぼう（2020年）－主演
- 笑顔の魔法（2020年）－主演
- ソーイングラプソディ（2022年）－主演

### テレビドラマ
- 主に泣いてます（2012年）
- マジすか学園3 第1・2・6話（2012年）
- ウルトラマンオーブ 第19話（2016年）
- 潜入捜査アイドル・刑事ダンス 第12話（2016年）
- まかない荘2 第5話（2017年）
- こんなところに運命の人 第2〜5話（2018年）
- CODE1515 第1話（2020年）
- 30歳まで童貞だと魔法使いになれるらしい 第7話（2020年）
- オー!マイ・ボス!恋は別冊で （2021年）ー矢島明日香役[1][2]
- ホットママ（2021年）第4話
- めざドラ めぐる。（2021年）ー斉藤希役
- 闇金ウシジマくん外伝 闇金サイハラさん（2022年）第3～4話
- 今夜、わたしはカラダで恋をする。Season2（第3話）ー本田朋奈役
- ブラックファミリア〜新堂家の復讐〜 （2023年）第1・4話

### テレビ番組
- Mr.サンデー（2015年） - 川井碧 役[3]
- ちば朝ライブ モーニングこんぱす レポーター（2020年～）

### 舞台
- ラブリーズ（2012年） - 久野りさこ 役
- sing!（2012年、2013年） - 生井希 役
- 桃太郎外伝〜竜宮城大決戦〜（2014年） - 天細女命 役
- PARCO produce公演『転校生』（2019年8月17日 - 27日、紀伊國屋ホール[4]）（作：平田オリザ、演出：本広克行）
- 牡丹茶房『柏原照観展』（2024年2月21日 - 25日、スタジオ空洞）

### PV
- SCANDAL image（2014年）
- ぽこた ドキドキ☆夏恋物語（2014年）

### その他
- 生きる feat.Rika（2015年）
- ヨーロッパ企画のブロードウェイラジオ!「ノンキー！」2～4話[5]
- ヨーロッパ企画のブロードウェイラジオ!  「タクシードライバー嵐山花子」1話[6]
- ショートドラマ配信アプリMillionオリジナル「アンフォーライフ」主演 鳥海比奈役（2024年）